# Lichang
Lichang (kinesiska: 黎场) är en socken i sydvästra Kina. Den ligger i Shizhu härad i storstadsområdet Chongqing, omkring 170 kilometer nordost om det centrala stadsdistriktet Yuzhong. Antalet invånare är 7 943. Befolkningen består av 4 076 kvinnor och 3 867 män. Barn under 15 år utgör 29,0 %, vuxna 15-64 år 53 %, och äldre över 65 år 17,0 %.